# Reay Tannahill
Reay Tannahill (ur. 9 grudnia 1929, zm. 2 listopada 2007) – szkocka historyczka i powieściopisarka.
Na University of Glasgow ukończyła historię oraz studia podyplomowe z zakresu nauk społecznych. Pracowała jako kurator sądowy, copywriter, dziennikarka i projektant grafiki. Prowadziła też prace badawcze z zakresu historii. Napisała kilka książek beletrystycznych i historycznych. Znana jest przede wszystkim jako autorka dwóch bestsellerów Historia jedzenia (Food in History 1973) i Historia seksu (Sex in History 1980).

## Tłumaczenia na j. polski
- Historia seksu, Warszawa 2001, Wydawnictwo Książka i Wiedza, s. 494, ISBN 83-05-13178-5 (Sex in History 1980)